# Lancelot

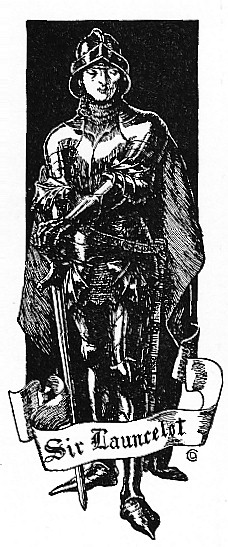
Cavalerul Lancelot în armură

Sir Lancelot (sau Launcelot) du Lac a fost unul dintre Cavalerii Mesei Rotunde și cel mai de încredere al regelui Arthur, jucând un rol important în victoriile repurtate de acesta.
De asemenea, mai este cunoscut pentru relația sentimentală cu Guinevere, soția lui Arthur și pentru rolul jucat în căutarea sfântului Graal.
În literatură apare ca personajul principal al poemului epic francez Lancelot, le Chevalier de la Charrette al lui Chrétien de Troyes.
Povestea de dragoste dintre Lancelot și Guinevere este una dintre cele mai cunoscute povești din legendele legate de regele Arthur.
Între cei doi se înfiripează o iubire imposibilă, dar care evolua în secret.
Într-o noapte, mai mulți cavaleri ai regelui îi surprind pe cei doi amanți.
Lancelot reușește să scape fugind, dar Guinevere este condamnată la ardere pe rug.
Atunci Lancelot se întoarce pentru a-și salva iubita.
Cavalerii Mesei Rotunde se împart în două tabere rivale, în susținătorii și în inamicii cavalerului, ceea ce conduce la slăbirea regatului lui Arthur.
Lancelot își petrece ultimele zile ca un călugăr pustnic, iar Guinevere ca o călugăriță la mănăstirea Amesbury.